# Établissement pénitentiaire de Hindelbank
Justizvollzugsanstalt Hindelbank
L'établissement pénitentiaire de Hindelbank (en allemand : Justizvollzugsanstalt Hindelbank) est une prison suisse pour femmes située sur la commune de Hindelbank dans le canton de Berne. Cet établissement est le seul de Suisse destiné uniquement à l'accueil de femmes détenues. Il accueille des femmes condamnées à des peines d'emprisonnement ou à des traitements thérapeutiques institutionnels.

## Présentation

### Généralités
L'établissement pénitentiaire est situé sur la commune d'Hindelbank (Berne), non loin d'une autre prison cantonale, celle de Thorberg.
L'établissement de Hindelbank est exclusivement consacré à la détention de femmes. Il est le seul de ce type en Suisse, d'autres cantons disposant de secteurs féminins dans des établissements mixtes à l'instar de la prison La Tuilière (Lonay - Vaud) ou de Champ-Dollon (Puplinge - Genève),. Les femmes qui y sont incarcérées ont été condamnées à des peines d'emprisonnement ou à des traitements thérapeutiques institutionnels.
En 1966, la capacité de l'établissement pénitentiaire de Hindelbank était de 196 places (femmes). Il dispose d'une capacité d'accueil de 107 places en 2020,.
L'établissement est composé de 6 secteurs :
- les espaces de détention ordinaire ouverte ou fermée : sections de 16 à 23 détenues condamnées à une peine d'emprisonnement
- un espace de prise en charge des mesures : section consacrée aux détenues condamnées à des traitements thérapeutiques
- un espace de détention de sécurité : section dédiée aux détenues dangereuses, elles sont généralement isolées
- un espace d'intégration : section pour les détenues fragiles, l'objectif est d'accompagner la personne pour sa réintégration en détention ordinaire
- un espace mère - enfant : section spécifique avec une garderie pour six femmes s'occupant d'un enfant de moins de trois ans
- un structure externe : située à Berthoud (Burgdorf), section permettant aux femmes de travailler à l'extérieur de l'établissement pénitentiaire

Sur le plan de la formation, l'offre proposée à Hindelbank est plus faible que celle des pénitenciers pour hommes puisque seule une formation de gouvernante est disponible. La direction de l'établissement justifie cette situation en expliquant qu'il s'agit de la perspective d'employabilité la plus crédible en vue de la réinsertion.

### Histoire

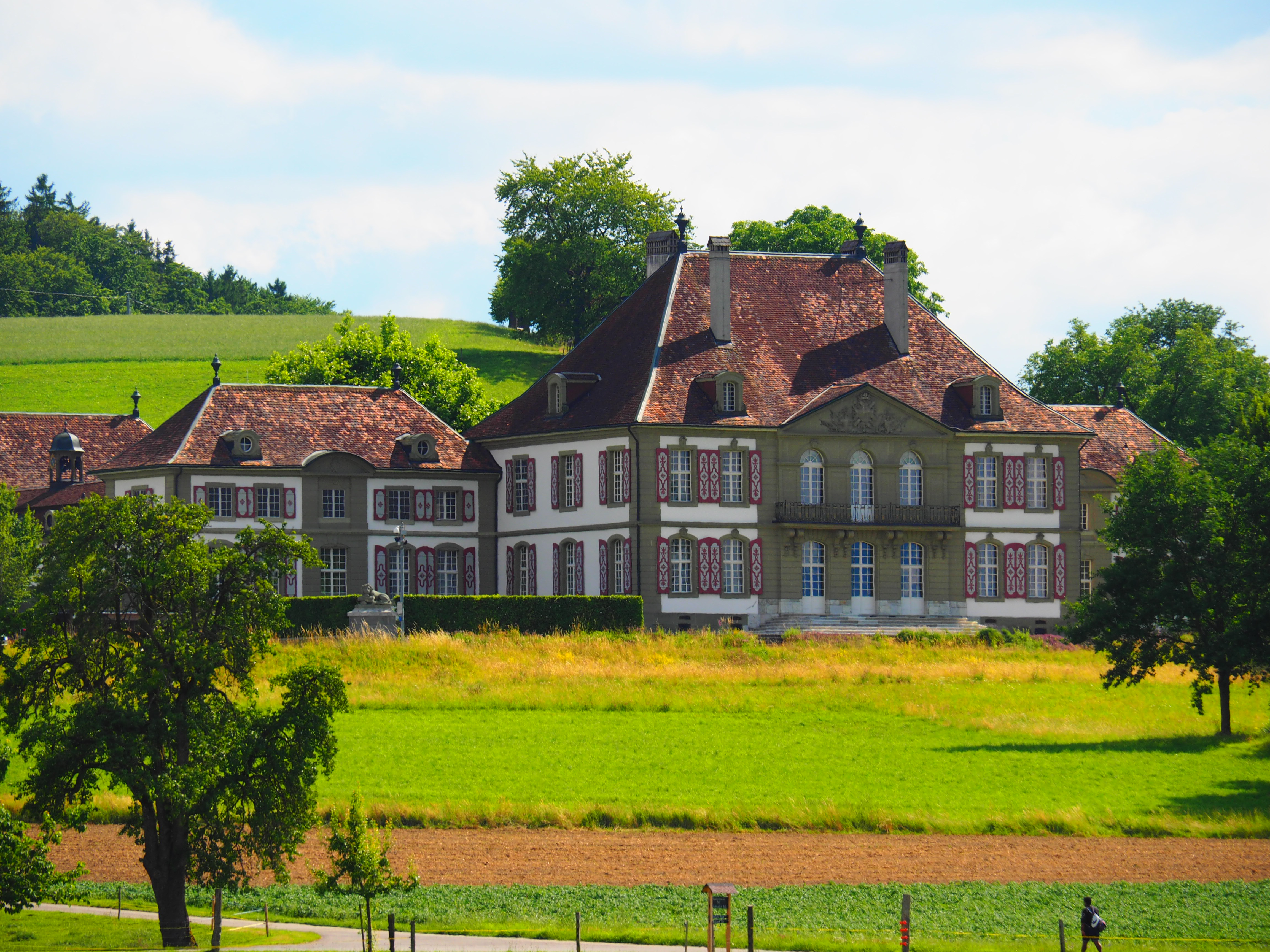
Ancien château de Hindelbank

En 1866, le canton de Berne achète le château de Hindelbank et créé sur le site un établissement de charité pour les femmes. En 1896, les autorités bernoises réaffectent les installations et instaurent un établissement de travaux forcés pour femmes. Puis, la maison de force est convertie en établissement de détention pour femmes en 1912.
Les détenues occupent le château et ses dépendances jusqu'en 1959,. A cette date, plusieurs installations carcérales sont construites sur le site et deviennent les espaces pénitentiaires principaux. Trois ans plus tard, une section hébergeant des mères et leurs enfants est ouverte.
En 1999, une structure - le « Steinhof » - est ouverte sur la commune de Berthoud,. Cette entité délocalisée est destinée au régime de détention externe : les femmes qui y résident peuvent ainsi avoir un travail en ville.
Un important chantier de rénovation des différentes infrastructures est achevé en 1997,. Sur le plan des nouvelles constructions, une unité de haute sécurité est ouverte en 2002 et une unité spécialement dédiée aux mesures, les prises en charge thérapeutiques, en 2011.

### Évolution du site
En 2015, les autorités bernoises indiquent que les infrastructures de Hindelbank sont vieillissantes et doivent être profondément rénovées à court ou moyen terme. Toutefois, devant la difficulté pour le canton d'acquérir des terrains autour de l'établissement, une réflexion quant à de fermeture du site de Hindelbank et au déplacement de l'établissement pour femmes sur le site de l'établissement pénitentiaire de Witzwil est lancée. 
À la fin du mois de mai 2019, les responsables bernois présentent leur projet de planification pénitentiaire,. Contrairement à ce qui avait été évoqué en 2015, la fermeture de l'établissement de Hindelbank n'est plus préconisée. Le programme global ne prévoit toutefois pas de rénovation majeure sur le site de Hindelbank. Les travaux nécessaires sur le site sont donc envisagés dans un autre cadre budgétaire. 

## Prison pour femmes

### Conditions de détention spécifiques
Si sur certains aspects la détention des femmes est similaire à celles des hommes, il existe toutefois d'importantes différences qui obligent les structures à se spécialiser. Tout d'abord, les règles encadrant la détention féminine présentent quelques différences avec celles des hommes, notamment dans leur application concrète. Par exemple, les mères détenues doivent pouvoir rester avec leur enfant de moins de 3 ans, en accord avec la Convention des droits de l'enfant (ONU) dont la Confédération est signataire. Ainsi, plusieurs dispositions de normes de droit international ont été transposées en droit applicable suisse (art. 80 du Code pénal suisse) et donnent lieu à des prises en charge particulières et adaptées dans le cadre de la détention.
Sur le plan pratique, la détention des femmes présente des spécificités avant tout dans le rapport mère - enfant. Afin de permettre aux mères de rester avec leurs enfants de moins de 3 ans, l'établissement d'Hindelbank met en place un système de garderie durant la journée. Ce dispositif permet ainsi aux mères de travailler en journée et de s'occuper de leurs enfants de manière autonome le reste du temps. De plus, des cellules sont spécialement aménagées pour permettre à une mère et son enfant de vivre, isolés des autres espaces cellulaires et carcéraux.
De manière plus générale, l'établissement favorise les mesures permettant aux mères de continuer à assurer leur autorité parentale. En effet, les mères assurant dans de nombreux espaces culturels les principales fonctions éducatives, leur détention engendre un accroissement du risque de carences pour les enfants. Une grande attention est ainsi portée sur la mise en place de contacts réguliers entre une femme détenue et ses enfants, bien que l'éloignement complique parfois cette volonté comme dans le cas des placements extra-cantonaux. Le soutien psycho-social est également renforcé, les détenues présentant une souffrance psychologique généralement élevée du fait de la séparation avec leur famille.
La détention de femmes implique également pour un établissement la mise en place de procédures sanitaires et sécuritaires adaptées. L'existence de troubles médicaux spécifiques (comme le cancer du sein ou des troubles gynécologiques) oblige l'établissement de Hindelbank à organiser les dépistages et les suivis nécessaires. Les fouilles corporelles sont également adaptées pour respecter au mieux l'intimité des détenues et le menottage des femmes enceintes est interdit.

### Surpopulation et placements extra-cantonal
En Suisse, la part des femmes dans la population carcérale étant d'environ 6% en 2017, les différents cantons rencontrent des difficultés pour organiser leur détention. En effet, la sous-représentation de ce sexe augmente les coûts de fonctionnement. Cette situation aboutit ainsi fréquemment à la fermeture d'établissements spécialisés, comme ce fut le cas de l'établissement Riant-Parc à Genève. Ne disposant plus de places dédiées à l'incarcération des femmes, les cantons concernés doivent 
- soit procéder à leur incarcération dans des secteurs spécifiques des prisons pour hommes, comme c'est le cas à Champ-Dollon, bien que les conditions de détention ne soient pas satisfaisantes[3]
- soit parvenir à placer leurs détenues dans un établissement spécialisé

Étant le seul établissement helvétique dédié exclusivement à la détention des femmes, les capacités d'accueil de l'établissement de Hindelbank sont ainsi fortement mises sous pression. Le taux d'occupation est ainsi constamment de 100% et la liste d'attente est conséquente. Par exemple, en 2017, 20 détenues étaient en attente d'une place - soit près de 20% de la capacité théorique de l'établissement. Par ailleurs, 14 détenues de cette prison alémanique étaient romandes.

## Distribution de seringues
En 1994, l'établissement de Hindelbank installe un distributeur de seringues pour les personnes incarcérées. En pleine pandémie de SIDA, l'objectif des autorités est de freiner la propagation du VIH au sein des structures carcérales, les détenues ayant recours à des injections sauvages de drogues malgré les interdictions, mais aussi de protéger le personnel de surveillance, qui peut se blesser avec une seringue bricolée lors de fouilles. Le projet est une première mondiale et rencontre une certaine opposition, plusieurs responsables arguant que les établissements carcéraux ne doivent pas favoriser la consommation de stupéfiants.

## Internements administratifs
À partir des années 1910, les autorités des différents cantons mettent en place une politique d'internement des personnes considérées comme inaptes à une vie sociale décente,,. Les internements étant en dehors de toute référence au fonctionnement pénal classique - ce ne sont ni des délits ni des crimes-, il n'y a ni incriminations ni qualification des délits et les procédures sont parfois marquées par l'arbitraire (exemple : à Fribourg, seul le préfet décide des internements). Les internements administratifs se font dans les institutions carcérales aux côtés des détenus de droit commun. Des personnes alcooliques ou miséreuses se retrouvent ainsi à partager des conditions de détention similaires à celles des condamnés.
Pour les femmes, cet ensemble de disposition provoque une répression importante des comportements jugés contraire aux bonnes mœurs,,. Les mères célibataires ou les femmes célibataires enceintes sont particulièrement ciblées. L'établissement d'Hindelbank étant l'un des rares à pouvoir accueillir les détenues, son utilisation dans le cadre des internements administratifs fut intense entre 1930 (l'apogée des décisions d'internements) et 1981 (abolition du régime de l'internement administratif).
La vie des femmes placées en internement à Hindelbank était quasiment similaire à celle des condamnées, hormis le port d'un uniforme différent,,. Les victimes décrivent la violence de leur détention (brimades, travail forcé, privation de liberté) et leur incompréhension face à ce système répressif. Certaines évoquent aussi l'isolement dans lequel elles ont vécu au sein de l'établissement, les visites étant rares et le contenu des colis généralement censuré.
Critiqué pour ses abus et son atteinte aux droits humains, le régime de l'internement administratif a été largement étudié par les historiens et les juristes et a entraîné d'importantes publications et communications de vulgarisation à destination du grand public,,,,. De leurs côtés, les autorités fédérales et cantonales ont accompagné ce travail de mémoire et de reconnaissance des souffrances subies par les victimes,. Une cérémonie d'excuse a ainsi eu lieu sur le site d'Hindelbank en 2010.

## Incidents

### Évasion
En janvier 2017, une détenue s'échappe de l'enceinte de l'établissement. Profitant de l'obsolescence de certains éléments de sécurité de l'établissement, elle parvient à escalader une clôture avant de s'enfuir. Elle est arrêtée six mois plus tard par la police italienne.

### Rapports d'organisme indépendant
- Rapport de visite de la Commission nationale de prévention de la torture (2010) (en allemand) ; Prise de position du Conseil d'état du canton de Berne (en allemand)
- Rapport de visite de la Commission nationale de prévention de la torture (2012) (en allemand) ; Prise de position du Conseil d'état du canton de Berne (en allemand)
- Rapport de visite de la Commission nationale de prévention de la torture (section de sécurité élevée - 2016) (en allemand) ; Prise de position du Conseil d'état du canton de Berne (en allemand)